# Popis škotskih umjetnica
Ovo je popis umjetnica rođenih u Škotskoj ili čija su umjetnička djela usko povezana s tom zemljom.

## B
- Jemima Blackburn (1823. – 1909.), slikarica i ilustratorica

## F
- Anne Forbes (1745. – 1834.), slikarica

## H
- Maggie Hamilton (1867. – 1952.), slikarica

## R
- Christina Robertson (1796. – 1854.), slikarica